# Hrdlív
Hrdlív je obec ve Středočeském kraji, 4 km jižně od Slaného a 7 km severozápadně od Kladna, na silnici II/118, spojující tato dvě města. Nadmořská výška okolní krajiny s lesy a poli je 300 m. Žije zde 518 obyvatel.

## Historie
První zmínka o obci Hrdlív je v písemných historických pramenech činěna k roku 1316 a to nepřímo v přídomku Michala z Hrdlíva. Zřejmě šlo o držitele dvora. Vedle šlechtického majetku existoval ve vsi majetek církevní, protože v roce 1345 z pozůstalosti Přebora, probošta pražské kapituly, byla část vsi Hrdlív dána k oltáři sv. Diviše v chrámu sv. Víta na Pražském hradě. Církevní majetek v Hrdlívě nakonec patřil ke statku Budenice, který od Bohuslava z Rožďalovic v roce 1334 koupil Jan IV. z Dražic, pražský biskup. Ten Budenice určil jako nadání ke špitálu při klášteře augustiniánů v Roudnici nad Labem. Až do husitských válek zde vykonával vrchnostenská práva roudnický probošt.
Po husitských válkách přišel snad právě tento majetek do držení nejvyššímu purkrabství. V roce 1420 císař Zikmund zapsal část vsi Hrdlív Janovi a Václavovi z Račiněvsi. Po husitských válkách je držení majetku v Hrdlívě nepřehledné. Z listiny z roku 1463 je zřejmé, že na základě Zikmundova majestátu patřila ves Hrdlív oltářníkům v chrámu sv. Víta v Praze. Část vsi byla v držení šlechtickém, protože v roce 1466 jistý Mikuláš z Hrdlíva zapsal manský statek v Hrdlívě Bořitovi z Martinic a jeho synům Markvartovi a Janovi.
Ti se však v roce 1479 museli vzdát části nabytého majetku ve prospěch původního vlastníka, tj. některé církevní instituce. Světský majetek v Hrdlívě však Martinicům zůstal a je trvale připomínán jako součást panství Smečno. Například v roce 1536, kdy se o dědictví dělili Volf z Martinic a jeho synovec Jan. Na díl Janův připadlo Smečno a mezi příslušnými vesnicemi je i Hrdlív. Janův syn Jiří Bořita získal do držení celou ves Hrdlív. Jaroslavem hrabětem Bořitou z Martinic byl v roce 1633 zřízeno z panství Smečno rodinné svěřenství. Martinicové jako vlastnící panství Smečno, drželi i Hrdlív – a to až do vymření rodu v mužské posloupnosti Františkem Karlem hrabětem Bořitou z Martinic v roce 1789.
Jeho jediná dcera Marie Anna dědila Smečno a Slaný. V roce 1791 se vdala za Karla Josefa hraběte z Clamu. Ten v roce 1792 obdržel císařovo svolení aby se mohl psát hrabě z Clam-Martinic. Clam-Martinicové byli vrchností v Hrdlívě až do konce patrimoniální správy v roce 1850, kdy správa vrchnostenská byla nahrazena správou státní zřízením okresních úřadů.
Dr. Rudolf Koller ve své práci o regionálních dějinách u obce Hrdlív v kapitole zajímavosti zaznamenal, že se na Slánsku tradovalo, že na místních vinicích se vyskytovala vzácná planá žlutá růže. Vypráví se, že si ji před svou smrtí přál vidět malíř Josef Mánes. Po marném pátrání v Přelíci byla v roce 1954 nalezena v zahrádce Lomíčkových v Hrdlívě. Má květy jako každý jiný šípkový keř, ale jejich barva je svítivě žlutá (zlatavá).

### Územněsprávní začlenění
Dějiny územněsprávního začleňování zahrnují období od roku 1850 do současnosti. V chronologickém přehledu je uvedena územně administrativní příslušnost obce v roce, kdy ke změně došlo:
- 1850 země česká, kraj Praha, politický i soudní okres Slaný[4]
- 1855 země česká, kraj Praha, soudní okres Slaný[4]
- 1868 země česká, politický i soudní okres Slaný[4]
- 1939 země česká, Oberlandrat Kladno, politický i soudní okres Slaný[5]
- 1942 země česká, Oberlandrat Praha, politický i soudní okres Slaný[6]
- 1945 země česká, správní i soudní okres Slaný[7]
- 1949 Pražský kraj, okres Slaný[8]
- 1960 Středočeský kraj, okres Kladno[9]

## Znak a vlajka
Popis znaku: V červeném štítě zlatá růže na stonku se dvěma listy nad stříbrnými vykořeněnými lekny. Červený štít a stříbrná lekna jsou erbem Martiniců jako dominantních vlastníků obce. Zlatá růže má oporu ve skutečnosti, že v Hrdlívě rostla zcela mimořádná barevná mutace žluté plané růže.
Popis vlajky: List tvoří svislý žerďový červený pruh, široký polovinu délky listu, a dva vodorovné pruhy, bílý a žlutý. V červeném pruhu žlutá růže na stonku s dvěma listy nad bílými vykořeněnými lekny. Svislý pruh opakuje podobu znaku, vodorovné pruhy jsou odvozeny od barevnosti figur.

## Současnost

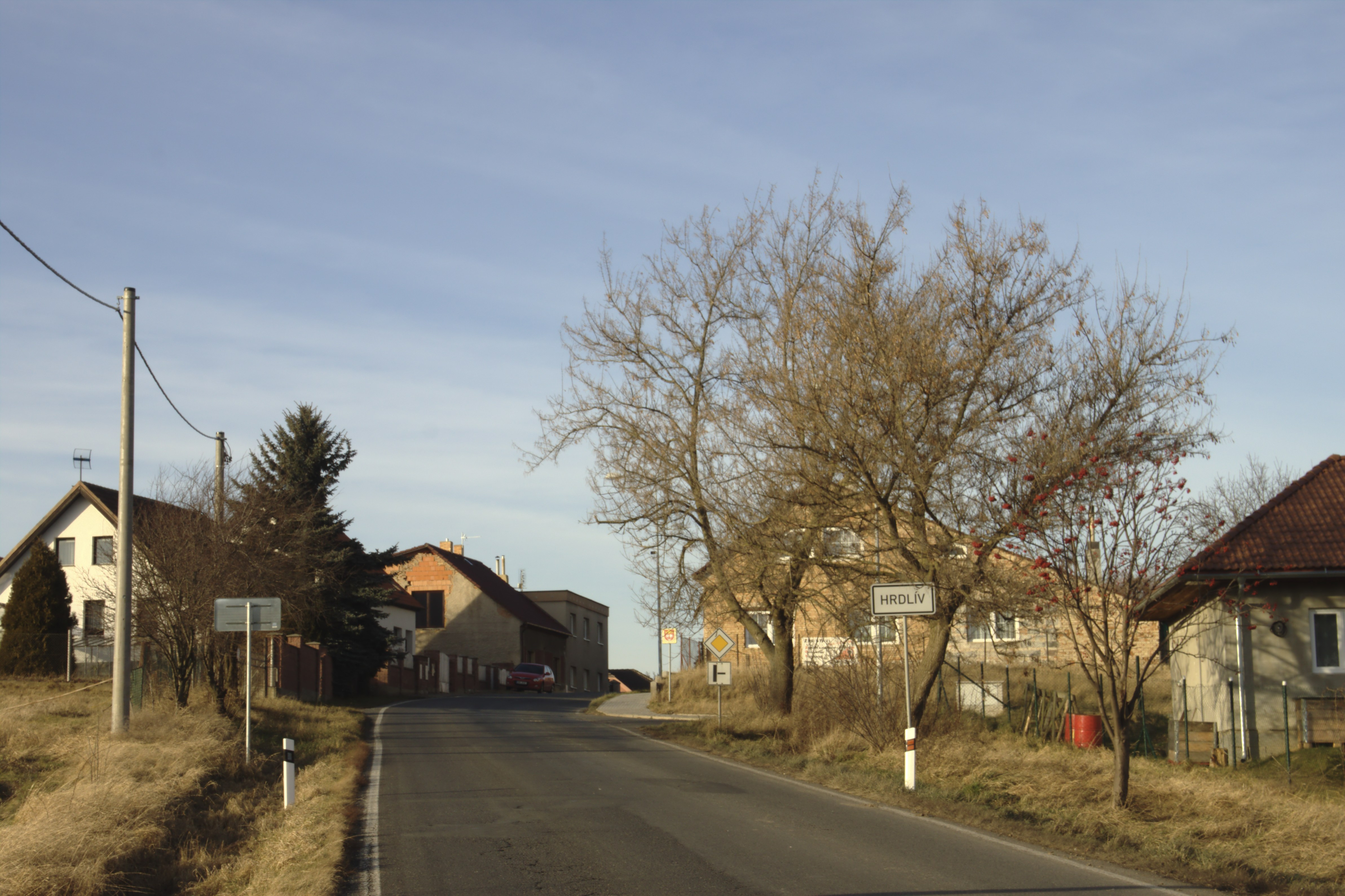
Hrdlív od jihu

Všechny komunikace v obci mají bezprašný povrch, obec má vodovod, dešťovou kanalizaci, plyn. Obec má vlastní mateřskou školu. V obci jsou dvě pohostinská zařízení, zahrádkářská kolonie ČZS. Přímo v centru obce je rozsáhlý sportovní areál Sokola Hrdlív s krásným travnatým fotbalovým hřištěm. Dále je zde tréninkové škvárové hřiště, tenisový kurt s asfaltovým povrchem, dětské hřiště s prolézačkami a vodní nádrž, která je využívána jako přírodní koupaliště.

## Doprava
- Silniční doprava – Obcí prochází silnice II/118 v úseku Kladno – Slaný.

- Železniční doprava – Železniční trať ani stanice na území obce nejsou. Nejblíže obci je železniční stanice Slaný ve vzdálenosti 3 km ležící na trati 110 z Kralup nad Vltavou do Loun.

- Autobusová doprava – V obci zastavovaly v září 2011 autobusové linky Slaný-Smečno (3 spoje tam i zpět) (dopravce ČSAD Slaný, a.s.) a Kladno, Okrsek 4 – Slaný, Arbesova (mnoho spojů) (dopravce ČSAD MHD Kladno, a.s.).[10]

## Pamětihodnosti
- Kaple

## Fotogalerie

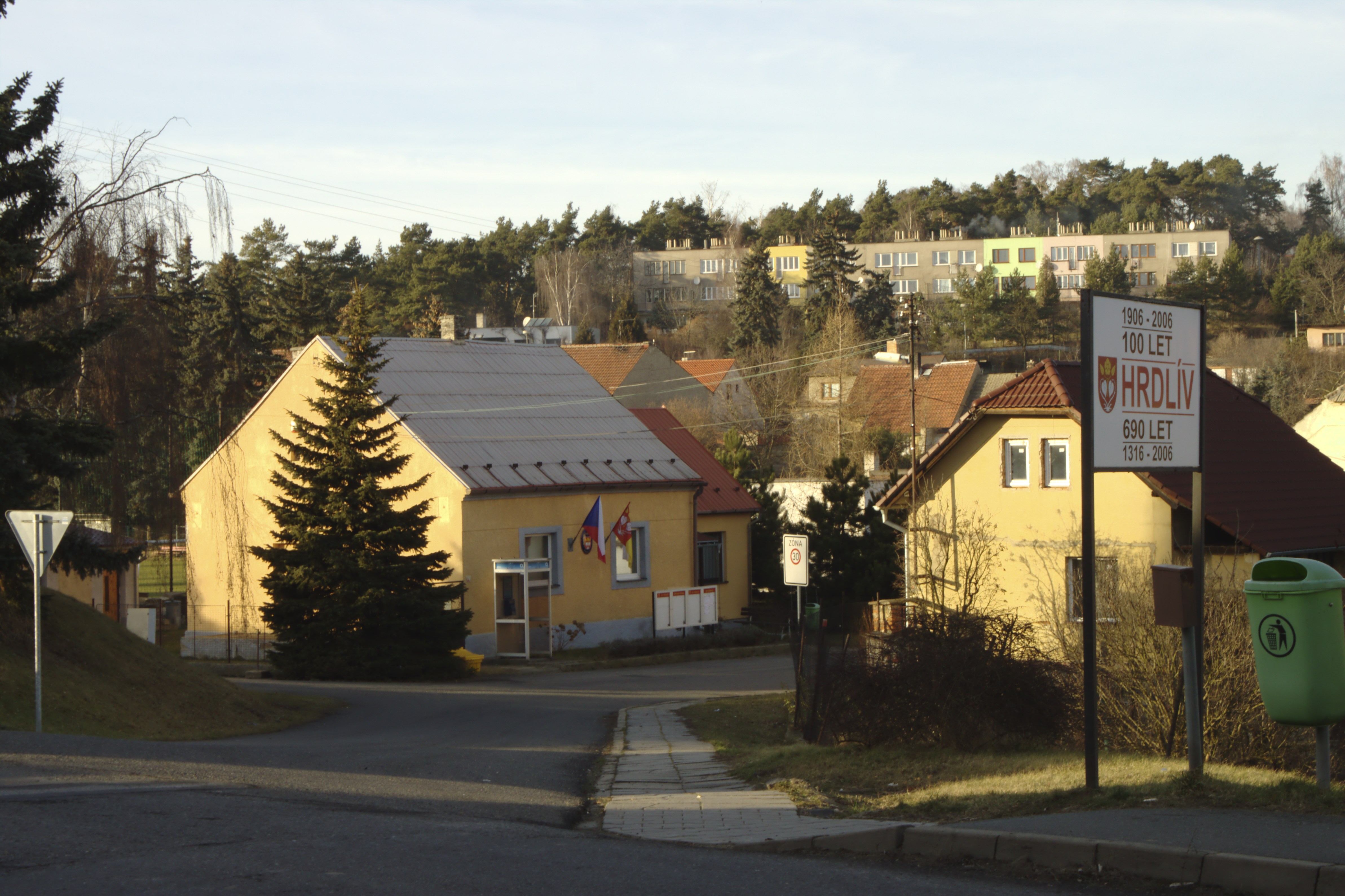
Obecní úřad
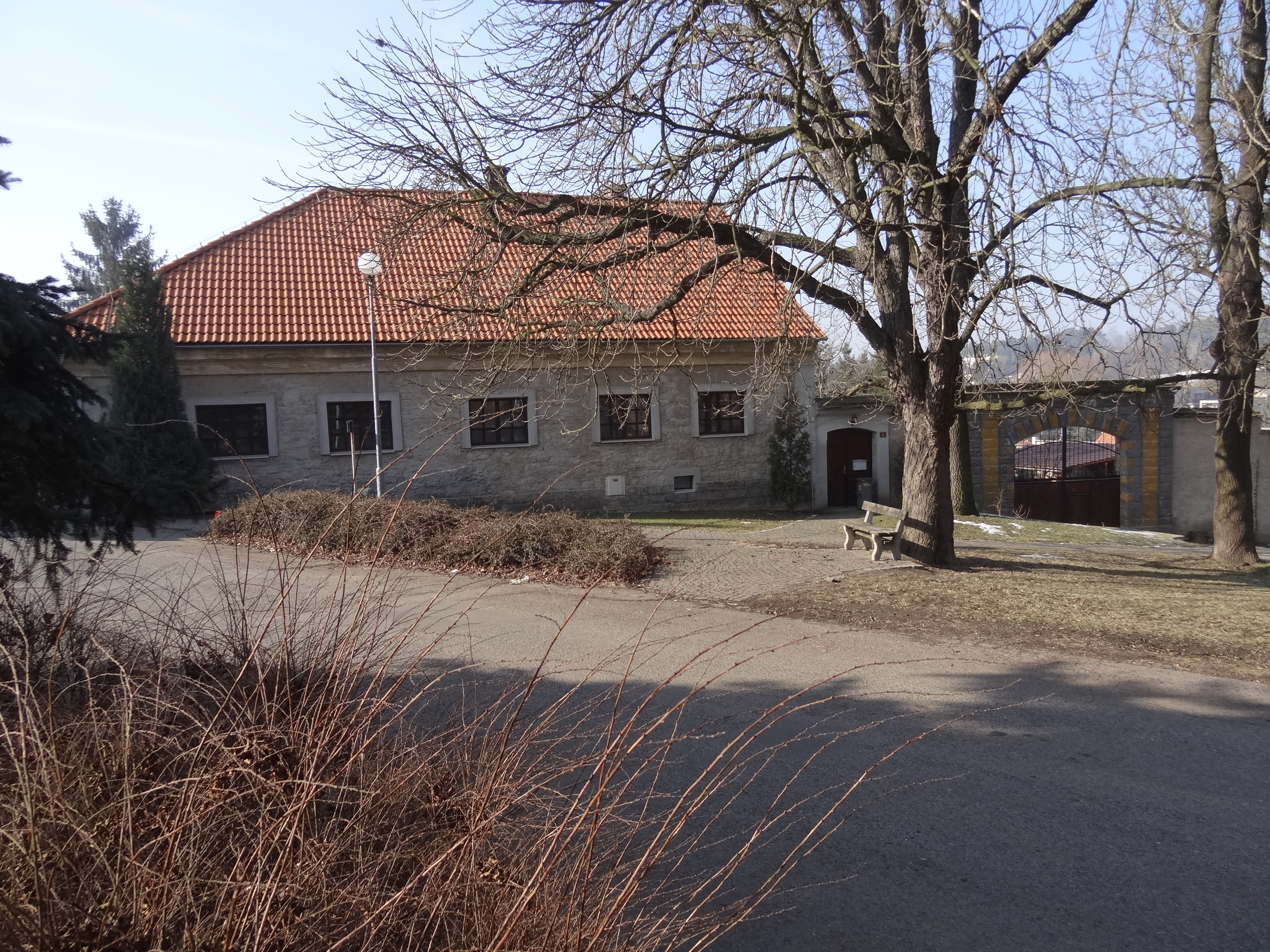
Statek čp. 2 na návsi
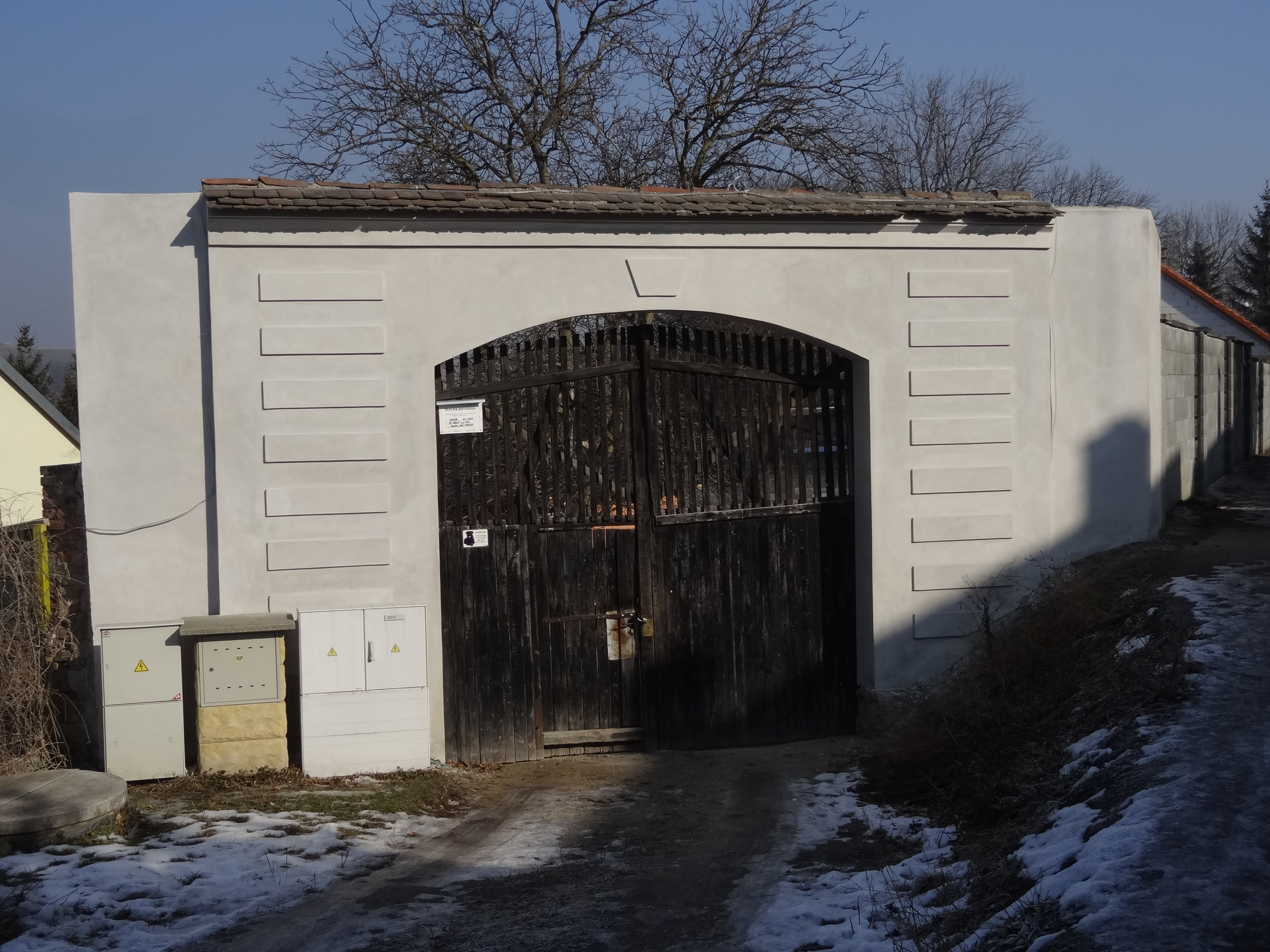
Zadní brána statku čp. 2
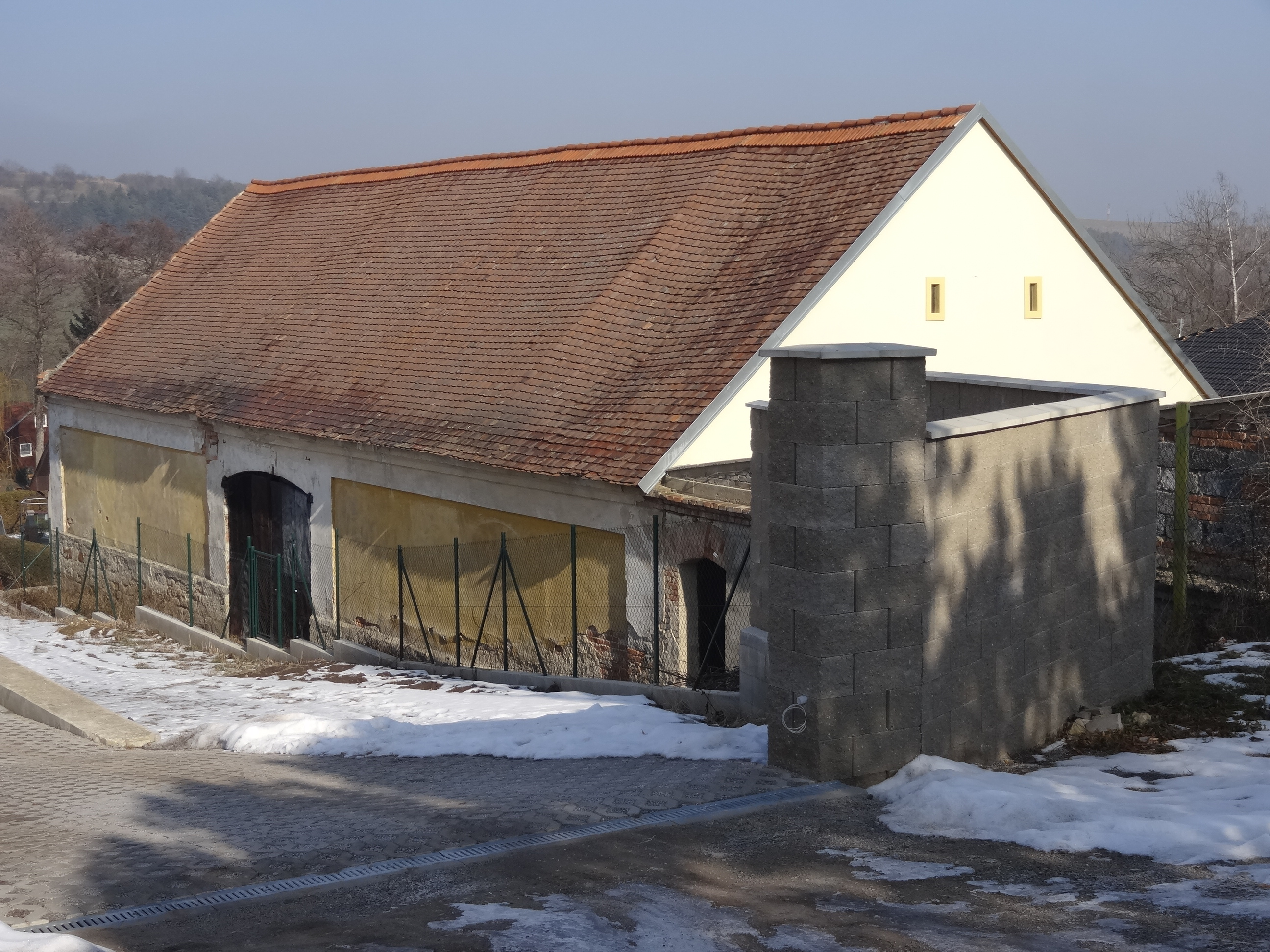
Stodola v areálu čp. 2
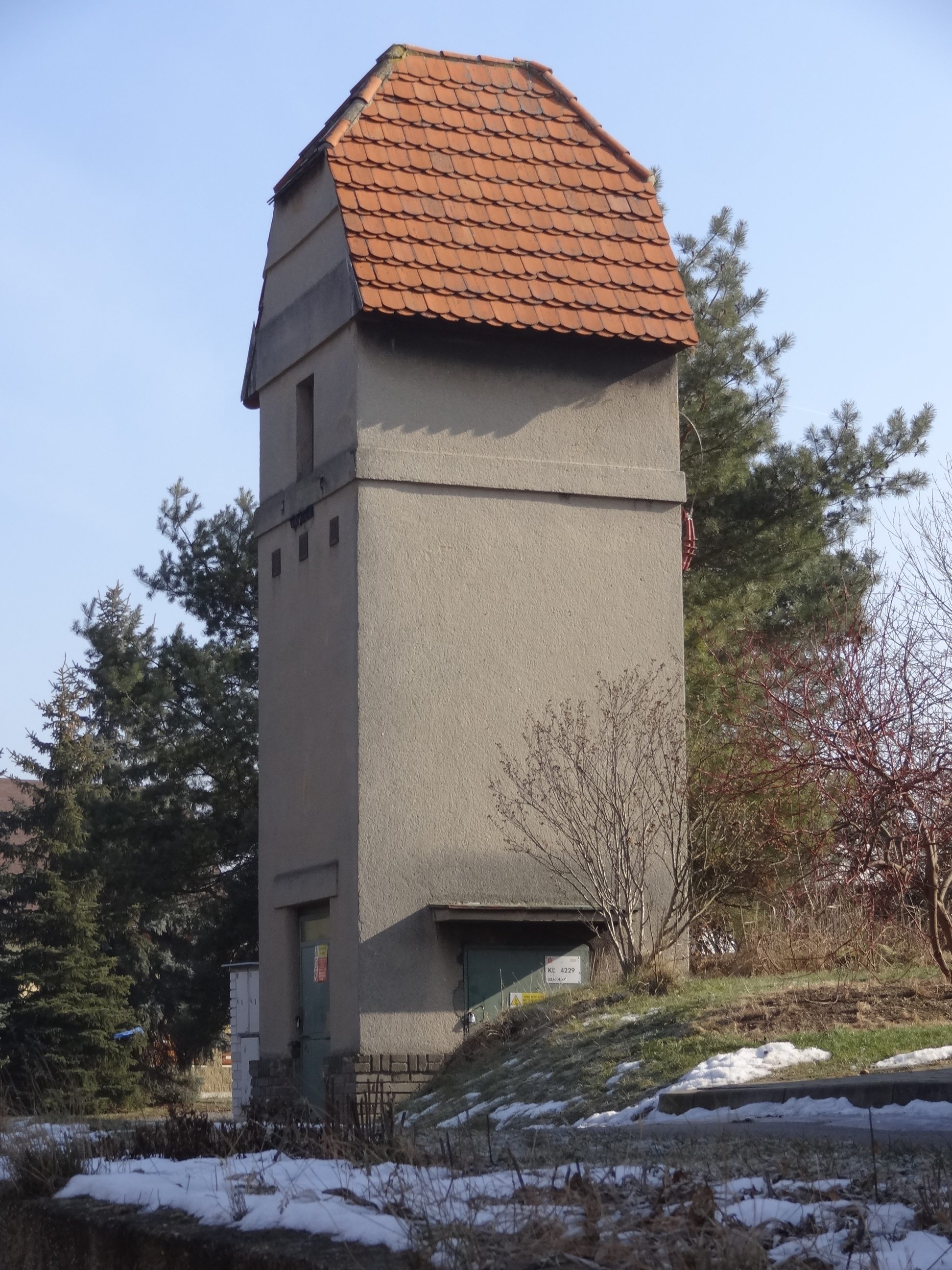
Transformátor na návsi
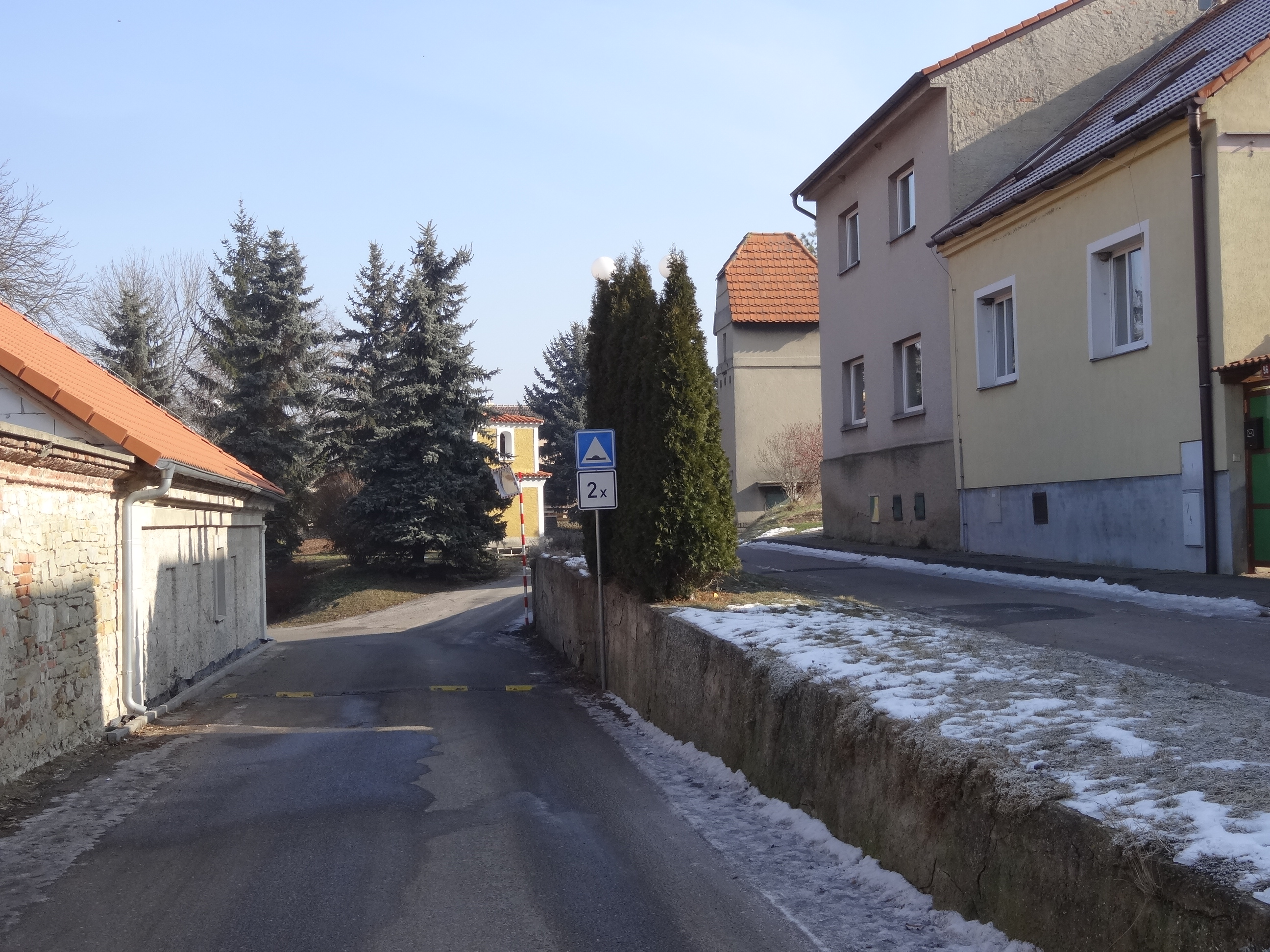
Příjezd k návsi od hlavní silnice
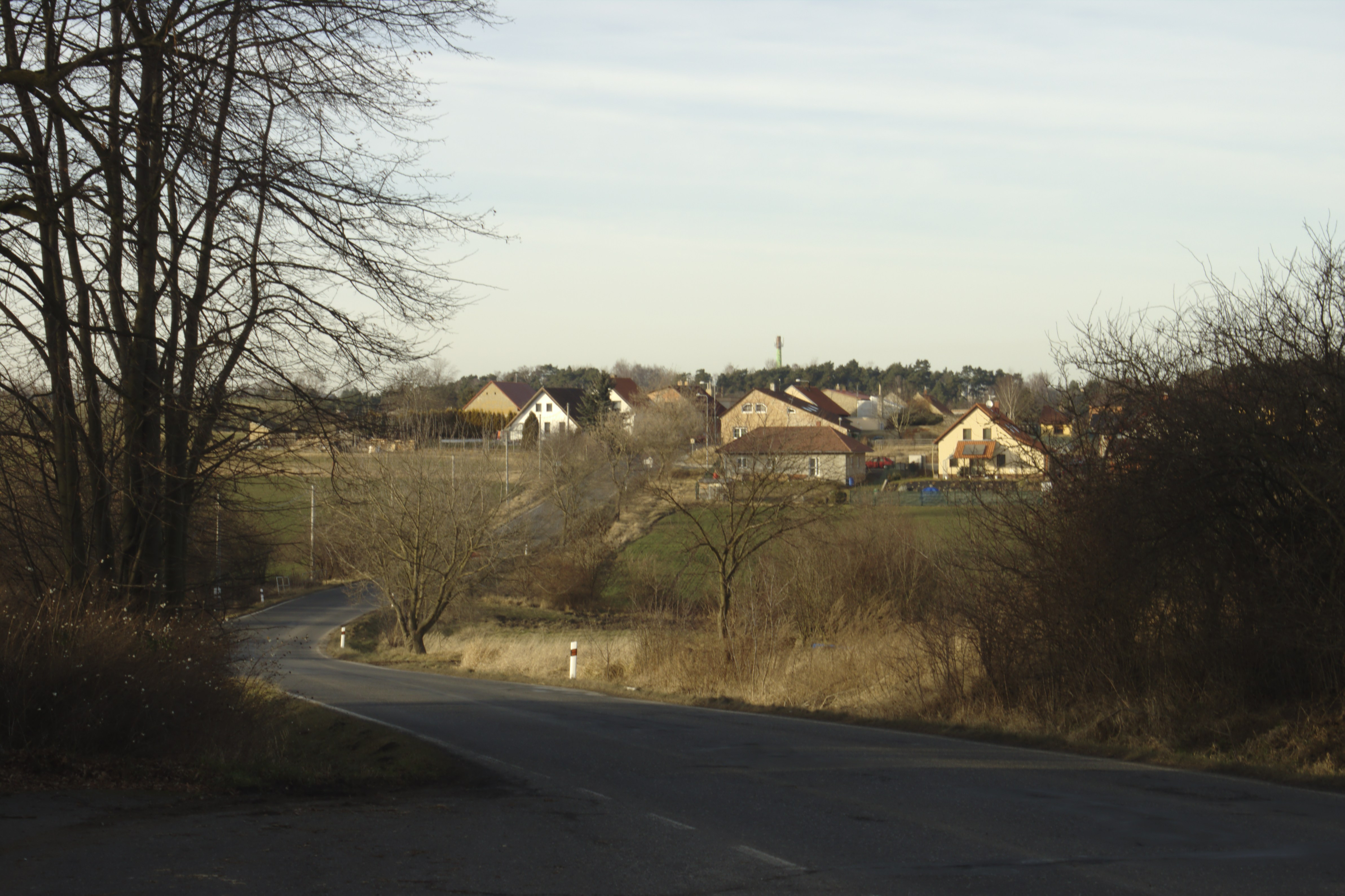
Pohled na ves z návrší od Třebichovic